# Domenico Raffaello Lombardi
Domenico Raffaello Lombardi (Merano, 22 settembre 1928 – Isernia, 11 agosto 2013) è stato un avvocato e politico italiano.

## Biografia
Noto come Lello Lombardi è stato eletto per quattro legislature al Senato della Repubblica nelle liste della Democrazia Cristiana nel collegio di Campobasso-Isernia, dopo essere stato consigliere e assessore regionale. Sottosegretario in quattro Governi presso i ministeri di Grazia e Giustizia e delle Finanze.

### Professione
Laureatosi giovanissimo in giurisprudenza, vince a soli 22 anni il concorso presso l'Avvocatura dello Stato dove continua la sua attività professionale anche dopo l'esperienza parlamentare, fino alla nomina ad Avvocato Generale dello Stato onorario. Insignito della Medaglia alla Carriera dall'Ordine degli Avvocati di Roma e del titolo di cavaliere di Gran Croce dell'Ordine al Merito della Repubblica Italiana.

## Attività politica

### L'impegno giovanile
All'età di 16 anni, nel 1944, crea i Gruppi giovanili della D.C. in Molise, occupandosene come delegato provinciale e come consigliere nazionale ed avvia la sua militanza nell'Azione Cattolica e nella sinistra dossettiana assumendo l’”Umanesimo Integrale” di Maritain quale riferimento per il suo impegno da cristiano in politica. Dirige quindi la rivista “Libertas”, organo giovanile del partito. Nel gennaio del 1952 vince il congresso della DC di Campobasso, assumendo la direzione della segreteria provinciale del Partito. Nello stesso anno viene poi eletto nel Consiglio Provinciale di Campobasso e, successivamente, anche nel Consiglio Comunale di Isernia. Risale a questo periodo l'impegno sulla questione politica delle risorse idriche del Molise, che gli costa nel 1953 la sospensione per 6 mesi dalla D.C, per aver pubblicato un libello dal titolo “Giù le mani dal Biferno”, in cui denunciava l'intenzione da parte di esponenti politici del suo stesso partito di dirottare verso regioni limitrofe le acque del fiume Biferno.

### L'ufficio legislativo
Lello Lombardi continua a promuovere lo sviluppo del territorio meridionale e quindi di quello molisano anche quando, tra gli anni '60 e '70, ricopre l'incarico di capo ufficio legislativo prima con Vittorino Colombo, ministro della Marina Mercantile e, poi, con Carlo Donat-Cattin ministro del Lavoro e successivamente del Mezzogiorno. In questo periodo incentra l'azione sul potenziamento della formazione professionale e dell'addestramento, con specifiche iniziative per lo stabilimento Fiat di Termoli.

### Assessore regionale
Il 22 gennaio del 1970 viene approvata la legge istitutiva della 94.ma Provincia italiana, quella di Isernia e, in quell'anno, Lombardi è candidato della DC per la elezione del primo Consiglio Regionale del Molise. Viene eletto nella circoscrizione di Isernia ed è chiamato a presiedere la Commissione per lo Statuto della Regione Molise. Sempre a lui si deve la presentazione (21 maggio 1971) della prima proposta di legge regionale del Molise: “Disposizioni concernenti il controllo delle Regioni sugli enti locali”. In qualità di assessore regionale alla Programmazione, Lombardi avvia gli studi per l'istituzione dell'Università del Molise e, in quella di assessore alla Sanità (negli anni 1974-75), promuove il primo piano socio-sanitario della Regione Molise.

### Senatore della Repubblica
Nel 1976, candidato nel collegio di Campobasso-Isernia, viene eletto al Senato della Repubblica; rieletto nel 1979, nel corso di queste prime legislature è membro del Comitato di vigilanza sui servizi di sicurezza, della Commissione di controllo per gli interventi nel Mezzogiorno, delle Commissioni Sanità, Giustizia, Affari Costituzionali, componente e Vice Presidente della Commissione Inquirente, membro del Direttivo del Gruppo dei Senatori DC.

#### Istituzione Università del Molise
L'impegno parlamentare di Lello Lombardi in favore del Molise è notevole. Nel presupposto che un adeguato sistema formativo e scolastico rappresentasse un volano per la crescita e un fattore propulsivo di coesione sociale, sin dall'inizio della sua prima legislatura, il 10 febbraio 1977, presenta, come unico firmatario, il disegno di legge “Istituzione dell'Università statale degli Studi del Molise, nonché dell'Istituto superiore di educazione fisica in Campobasso”, che ripropone nella legislatura successiva e riesce a far approvare, dopo aver superato innumerevoli ostacoli , il 29 aprile 1982 e che nel 1983 avrebbe portato poi alla nascita dell'Università degli Studi del Molise ed all'insediamento ad Isernia della Facoltà di Scienze Ambientali,.

### Sottosegretario di Stato
Dal 1980 al 1982 è chiamato a far parte, come Sottosegretario alla Giustizia, nei Governi Cossiga II, Forlani I, Spadolini I e II.
Nel 1983 viene rieletto ancora al Senato e prosegue la sua esperienza governativa, sino al 1986, come Sottosegretario alle Finanze nel 1º Governo Craxi. In questa legislatura, oltre ad essere componente della Commissione Affari Costituzionali e di quella Finanze e Tesoro, è anche membro della Commissione speciale per gli eventi sismici.
Nel 1987 viene rieletto per la quarta volta al Senato ed è membro della Giunta delle elezioni, del Comitato Parlamentare per i procedimenti di accusa e delle Commissioni Affari Costituzionali, Finanze e Tesoro, Ambiente e Territorio, della Commissione d'inchiesta Antimafia, del Direttivo dei Senatori DC nonché Presidente del Comitato di Garanzia.
Nel corso dei suoi incarichi governativi, Lombardi si occupa di numerosi provvedimenti legislativi di interesse nazionale, tra cui la riforma del codice di procedura penale, la legge sui “pentiti“, la disciplina dell'adozione e dell'affidamento dei minori, nonché lo scioglimento della Loggia massonica P2. A questo periodo risalgono anche le battaglie sull'equità fiscale, con la riforma dell'Irpef per l'eliminazione del drenaggio fiscale e con le iniziative per la tutela dei redditi familiari.

#### Fondi per il terremoto e Istituzione Corte di Appello
Tra l'altro è l'artefice anche delle modifiche alla legge finanziaria per interventi urgenti a favore delle popolazioni colpite dal terremoto nel 1984, che hanno assicurato alla provincia di Isernia fondi speciali per 10 anni, nonché il promotore della istituzione della Corte d'appello di Campobasso.

### Vita di Partito
Nella vita di partito, non ha mai nascosto l'atteggiamento critico verso l'esasperata competizione interna, dovuta anche al sistema elettorale vigente, che contribuiva a offuscare la visione della politica intesa come una funzione di servizio, anziché come occupazione di potere. Senza timore di essere considerato “una voce fuori dal coro”, nelle interviste esprime l'amarezza per questa situazione, a cui non si è mai rassegnato, “anche perché un Senatore, per il modo in cui è eletto, deve unire dove gli altri dividono”.
Terminata l'esperienza parlamentare Lombardi prosegue la sua attività politica all'interno della DC come Consigliere nazionale e membro della Giunta esecutiva, occupandosi in particolare di ambiente ed ecologia, come Dirigente nazionale del relativo Dipartimento.
Ai primi anni del 2000 dà vita ai “Centri di iniziativa politica”, che condensano le sue ultime riflessioni politiche.
Non sospende mai l’impegno per il  territorio molisano, battendosi contro la soppressione della provincia di Isernia, anche dopo la conclusione dell’esperienza parlamentare

## Il pensiero politico
Numerosi sono gli scritti di Lello Lombardi da cui si evincono l'identità politica e i principi ispiratori delle sue scelte nel partito e nelle istituzioni.
Oltre ai testi in cui sono sviluppate argomentazioni di carattere tecnico-giuridico a sostegno delle proposte e delle iniziative adottate, diversi articoli, documenti e pubblicazioni esprimono i valori di fondo dell'impegno politico. Tra gli articoli sono comprese anche le relazioni che Lello Lombardi ha svolto nei convegni di S. Vincent, segnando, con contributi significativi, l'elaborazione culturale e politica della sinistra sociale di Forze Nuove e il dibattito politico dentro e fuori la Democrazia Cristiana.

### Crisi del sistema politico
Gli articoli e le relazioni hanno come linea conduttrice la convinzione che la crisi del sistema politico, sin dagli anni '80, sia l'effetto dell'alterato rapporto tra società civile, partiti e istituzioni, intervenuto non solo in Italia, ma in tutte le democrazie industriali dell'Occidente; ciò in conseguenza delle trasformazioni sociali indotte dalle politiche keynesiane e dalla caduta di efficienza delle istituzioni solidaristiche del welfare state. Ma da questa convinzione trae anche il giudizio che la soluzione della crisi politica non sia possibile modificando le istituzioni in modo da ridurre la rappresentanza degli interessi popolari e di quelli più deboli e favorendo l'espressione di leadership elitarie, ma recuperando la funzione di mediazione e di raccordo tra società civile ed istituzioni che i partiti e i grandi soggetti collettivi possono esprimere, rinnovando la loro identità ed aprendo il sistema politico all'ingresso delle nuove istanze.
Politica istituzionale, politica fiscale, problemi della giustizia, politica dell'ambiente e politica dello sviluppo sono il terreno sul quale si è mossa la riflessione di Lello Lombardi, alla luce di una visione in cui la politica è intesa come un forte impegno civile orientato a grandi scelte, ispirate ai valori del popolarismo, da perseguire collocandosi su posizioni progressiste.
La forte motivazione sociale, culturale e politica è accompagnata dalla sollecitazione a ricercare con chiarezza i percorsi da intraprendere e dalla consapevolezza della necessità di un nuovo modello di sviluppo, di una diversa base etica, di nuove ragioni per immaginare e progettare il futuro.

### Fondazione Lello Lombardi
L'insieme degli scritti di Lello Lombardi è disponibile, per gli studiosi interessati, sul sito web della Fondazione a lui intestata ed avente lo scopo di valorizzarne la vita e la storia politica, unitamente a quella di tutti coloro che ne hanno condiviso l'impegno e le singole iniziative.